# Opération U-Boot
Opération U-Boot est le quatrième tome de la série pour jeunesse écrite par Robert Muchamore, Henderson's Boys. Il est sorti le 5 octobre 2011 en France, en Belgique et en Suisse.

## Résumé et intrigue
L'histoire se déroule du 20 avril 1941 à début août 1941, alors que la Grande-Bretagne ne peut plus compter que sur ses alliés américains pour obtenir armes et vivres, face à la puissante armée allemande. 
Mais les cargos vitaux pour la survie du pays sont également des proies faciles pour les sous-marins allemands, les terribles U-Boote. 
Charles Henderson et ses jeunes recrues partent alors pour Lorient avec l'objectif de détruire la principale base de sous-marins allemands. Si leur mission échouait, la résistance britannique vivrait sans doute ses dernières heures.